# Tomasz Wilczyński
Tomasz Wilczyński (ur. 18 września 1903 w Parczewie, zm. 5 sierpnia 1965 w Olsztynie) – polski duchowny rzymskokatolicki, doktor teologii, biskup pomocniczy lubelski w latach 1952–1956, delegat prymasa Polski z uprawnieniami biskupa rezydencjalnego w Olsztynie w latach 1956–1965.

## Życiorys
Po ukończeniu gimnazjum wstąpił do seminarium duchownego w Lublinie. W wieku 22 lat został skierowany na studia do Rzymu. 1 sierpnia 1926 w Lublinie przyjął święcenia kapłańskie. Dzięki zdobyciu we Włoszech doktoratu z teologii i licencjatu z biblistyki po powrocie do Polski objął stanowisko profesora, a następnie wicedyrektora w lubelskim seminarium. Po wybuchu II wojny światowej objął parafię w Bełżycach, gdzie uchronił wielu poszukiwanych przez Niemców kapłanów. Wówczas gościł również Stefana Wyszyńskiego. Po zakończeniu wojny objął stanowisko rektora w seminarium w Lublinie.
12 czerwca 1952 został prekonizowany biskupem pomocniczym diecezji lubelskiej ze stolicą tytularną Polybotus. Sakrę biskupią otrzymał 29 czerwca 1952 w katedrze św. Jana Chrzciciela i św. Jana Ewangelisty. Konsekrował go Piotr Kałwa, miejscowy biskup diecezjalny, w asyście Zdzisława Golińskiego, biskupa diecezjalnego częstochowskiego, i Mariana Jankowskiego, biskupa pomocniczego siedleckiego. Jako zawołanie biskupie przyjął słowa „Misericordia et veritas” (Miłosierdzie i prawda).
Dekretem prymasa Polski z 1 grudnia 1956 został mianowany ordynariuszem diecezji warmińskiej jako delegat specjalny z pełną władzą biskupa rezydencjalnego. Ingres do prokatedry odbył 16 grudnia 1956. Ustalił nowy podział administracyjny diecezji warmińskiej. W czasie swych rządów zdołał utworzyć Instytut Katechetyczny w Gietrzwałdzie. Brał też czynny udział w soborze watykańskim II.
Został pochowany w konkatedrze św. Jakuba w Olsztynie.